# Военные мосты

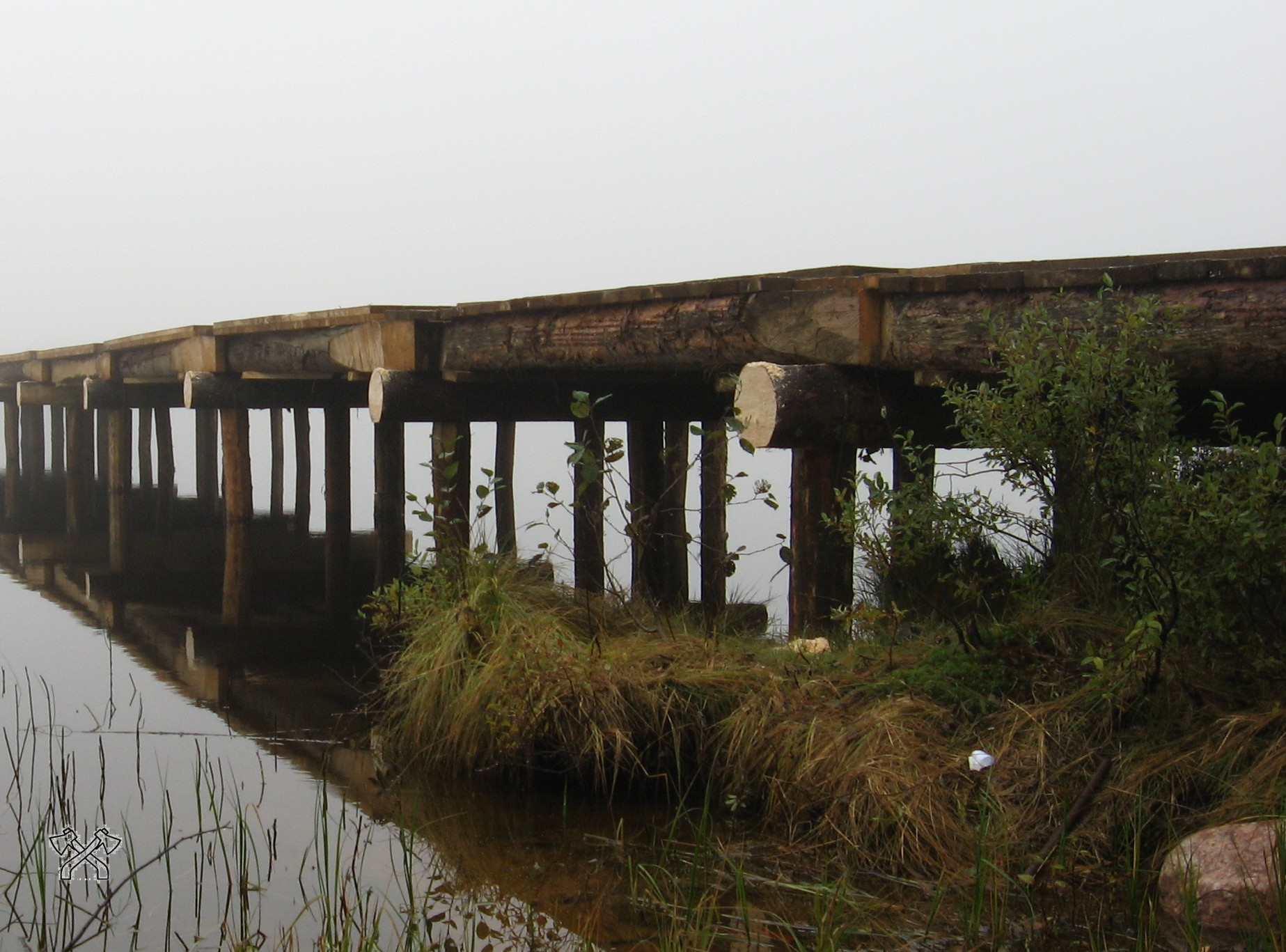
Военный мост (низководный мост на свайных опорах).

Военные мосты — мосты на жёстких опорах предназначены для обеспечения преодоления водных преград и других препятствий войсками на путях их движения, манёвра и эвакуации. 
Военные мосты позволяют заменить понтонно-мостовые средства и механизированные мосты для обеспечения переправы войск на последующих водных преградах.
В основном военные мосты строятся однопутными, но при необходимости обеспечения интенсивного двухстороннего движения могут возводится и двухпутные мосты. Ширина проезжей части однопутных мостов 4,2 метра, двухпутных — 7 метров.

## Классификация
К военным мостам относятся:
- низководные мосты;
- подводные мосты;
- путепроводы;
- понтонные мосты.